# フェルディナンド・ピオ・ディ・ボルボーネ＝ドゥエ・シチリエ
フェルディナンド・ピオ・ディ・ボルボーネ＝ドゥエ・シチリエ（イタリア語: Ferdinando Pio di Borbone-Due Sicilie, 1869年7月25日 - 1960年1月7日）は、ボルボーネ＝シチリア家の家長、両シチリア王位請求者。

## 生涯
カゼルタ伯アルフォンソとその妻マリーア・アントニエッタの長男としてローマに生まれる。
1897年5月31日、バイエルン王女マリア（ルートヴィヒ3世の次女）と結婚し、1男5女を儲けた。
1934年、父アルフォンソの死によりカラブリア公位と両シチリア王家家長位を継いだ。
1960年、リンダウにおいて90歳で死去。死後、カラブリア公位は甥のアルフォンソ（次弟カルロ・タンクレーディの長男）に継がれた。一方で両シチリア王家家長の座は、アルフォンソと五弟のカストロ公ラニエーリとの間で争われることとなった。

## 子女
- マリーア・アントニエッタ・レオニア（1898年 - 1957年）
- マリーア・クリスティーナ（1899年 - 1985年）  - 1948年にエクアドル副大統領マヌエル・ソトマイヨール（スペイン語版）と結婚した。
- ルッジェーロ・マリーア（1901年 - 1914年） - ノート公
- バルバラ・マリーア・アントニエッタ・ルイトポルダ（1902年 - 1927年） - 1922年にシュトルベルク＝ヴェルニゲローデ伯フランツ・クサーヴァーと結婚し、子を儲けた。
- ルーチア・マリーア・ラニエーラ（イタリア語版）（1908年 - 2001年）  - 1938年にアンコーナ公エウジェーニオ[注釈 1]と結婚した。
- ウラッカ・マリーア・イザベッラ・カロリーナ・アルデゴンダ・カルメラ（英語版）（1913年 - 1999年）